# Чорний дім
«Чорний дім» (англ. Black House) — фантастичний роман американського письменника Стівена Кінга, написаний у співавторстві з Пітером Страубом у 2001 році. Книга є продовженням роману «Талісман».
Роман «Чорний дім», так само як і деякі інші його книги (збірка «Серця в Атлантиді» та роман «Безсоння»), сюжетно пов'язаний з відомою серією Кінга «Темна Вежа».

## Сюжет
Містечко у Вісконсині нажахане викраденнями дітей, чиї знайдені тіла змушують згадати вбивцю-канібала на прізвисько Рибак. Колишній детектив Джек Соєр одразу зрозумів: не людина доклала до них руки. Діти знаходили свою смерть у Чорному домі — місці, де зникають тіні, де лише страх та відчай. Але останній із викрадених — Тайлер Маршал — ще живий. І це погана новина. Це означає, що мисливці Багряного короля нарешті знайшли того, кого шукали, — особливу дитину. Щоб врятувати хлопця від долі, що страшніша за смерть, Джек Соєр мусить пригадати своє призначення. Але ні Джек, ні той, хто випустив Рибака на полювання, навіть не здогадуються, наскільки він особливий — цей десятирічний син ув’язненої у божевільні Джуді Маршал…

## Персонажі
- «'Джек Сойєр»' — 12-річний хлопчик, що зробив неймовірну подорож по Долинах в «Талісман», — нині детектив у відставці, взявся за розслідування справи Рибака. Вперше з'являється у Френч-Лендінгі у зв'язку зі справою Торнберга Кіндерлінга. З легкої руки місцевих поліцейських отримує прізвисько «Голлівуд».
- «'Дейл Гілбертсон»' — начальник поліції міста Френч-Лендінга, на плечі якого лягла тяжким тягарем робота по затриманню серійного вбивці і гостра критика з боку ЗМІ.
- «'Генрі Лайден»' — сліпий діджей і диктор місцевого радіо, дядько Дейла Гілбертсона. Відомий під творчими псевдонімами Джордж Ретбан, Симфонічний Стен, Вісконсинська щур, Генрі Шейк. Зближується з Джеком і допомагає тому його розслідуванні.
- «'Нюхач»' «(Арман Сен-П'єр)» — лідер П'ятірки команди байкерів-пивоварів. Його дочка стала жертвою Рибака, після чого жадає помсти Нюхач об'єднав свої зусилля з Джеком.
- «'Тайлер Маршалл»' — десятирічний хлопчик, син Фреда і Джуді Маршалл. Стає четвертою жертвою Рибака. Однак, той не поспішає вбивати Тайлера, а містить під замком у «Чорному домі», приберігаючи для спеціальної місії.
- «'Венделл Грін»' — «самий знаменитий журналіст Західного Вісконсина», придумавший серійному вбивці кличку «Рибак» з подачі Джека. Відкрито критикує поліцію Френч-Лендінга, звинувачуючи в повній нездатності виконувати свої безпосередні обов'язки. Вкрай нетактовний і егоїстичний тип, який вставляє палиці в колеса Джеку, намагаючись добути сенсаційний матеріал.
- «'Чарльз Бернсайд»' «(Карл Бірстоун)» — старий, що живе в будинку для літніх людей — «Центрі Макстона». Володіє паранормальними здібностями.
- Фред Маршалл — чоловік Джуді і батько Тайлера.
- Джуді Маршалл — дружина Фреда і мати Тайлера. Володіє паранормальними здібностями.
- Сонні — член Громобоійной П'ятірки. Після першої спроби проникнення в Чорний будинок злякався і відмовився далі брати участь у цій затії.
- Док — член Громобоійной П'ятірки. Брав участь у подіях в Чорному будинку.
- Мишеня — член Громобоійной П'ятірки. Був укушений пекельним псом при першій спробі проникнення в Чорний будинок. Помер страшною смертю, живцем сгнив зсередини. Перед смертю підказав Джеку заклинання для безпечного проникнення в Чорний будинок — «д ямба»
- Кайзер Білл — член Громобоійной П'ятірки. Так само, як і Сонні, злякався після першої спроби проникнення в Чорний будинок і відмовився далі брати участь у цій затії.
- Паркус (він же Спіді Паркер, він же Спіді Оппопанакс) — дрг Джека. Брав участь у подіях «Талісмана».
- Містер Маншан — права рука Червоного Короля.
- Горг — ворон, слуга містера Маншана.
- Софі — кохана Джека, живе в Долинах.
- Ванда Кіндерлінг — дружина Торнберга Кіндерлінга, ненавидить Джека за те, що він закрив її чоловіка за ґрати. В кінці книги завдала Джеку смертельне поранення, що змусило його назавжди переселитися в Долини.
- Емі Сен-П'єр — дівчинка, що стала першою жертвою Рибака.
- Джонні Іркенхем — хлопчик, який став другою жертвою Рибака.
- Ірма Френо — дівчинка, яка стала третьою жертвою Рибака.

## Факти
- Місто Френч-Лендінг є вигаданим двійником реального містечка Тремпіло в штаті Вісконсин, США.
- Записка Рибака, залишена їм у кошику з жахливим «подарунком», є очевидною алюзією на «Лист з пекла» Джека Різника, а також на лист Альберта Фіша матері Грейс Бадд, про що явно і зазначено в книзі.

## Переклад українською
Стівен Кінг. «Чорний дім». Переклад з англійської: Зоряна Дюг. Харків: КСД, 2017. 800 стор. ISBN 978-617-12-2302-8